# Піорешть (Прахова)
Піорешть, Піорешті (рум. Piorești) — село у повіті Прахова в Румунії. Входить до складу комуни Поєнарій-Буркій.
Село розташоване на відстані 36 км на північ від Бухареста, 19 км на південь від Плоєшті, 104 км на південь від Брашова.

## Населення
За даними перепису населення 2002 року у селі проживали 390 осіб. Усі жителі села рідною мовою назвали румунську.
Національний склад населення села:
| Національність | Кількість осіб | Відсоток |
| -------------- | -------------- | -------- |
| румуни         | 369            | 94,6%    |
| цигани         | 21             | 5,4%     |